# Яна (Тенькинский район)
Яна — упразднённый в 2016 году посёлок в Тенькинском районе Магаданской области России.

## Название
Назван по одноимённой реке, в свою очередь гидроним предположительно восходит к коряк. яяна — «жилище».

## География
Посёлок расположен близ слияния Левой и Правой Яны, юго-западнее Усть-Омчуга.

## История
Посёлок Яна (или Старая Яна) был организован в 1950-х гг. как лесозаготовительный пункт и располагался  близ рудника Урчан. В связи с истощением сырьевой базы он был перенесён в 1962 году (по другим данным в 1964 году) в более благоприятное место, в низовья реки.
Благоустроенные дома на новом месте возводились по предварительному плану. Леспромхоз обзавёлся подсобным хозяйством, которое снабжало жителей Яны молоком, мясом и овощами. 
15 декабря 2016 года постановлением Правительства Магаданской области посёлок был упразднён.

## Население
| 2002 | 2010 | 2015 |
| ---- | ---- | ---- |
| 2    | ↘0   | →0   |

Население посёлка в 1970—1990-е годы колебалось в пределах 250—350 человек. В апреле 1995 года лесозаготовительный пункт «Яна» был официально закрыт, жители покинули посёлок. По крайней мере до 2004 года в посёлке проживало 2 человека, которые охраняли оставшееся хозяйство.

## Инфраструктура
Действовал  леспромхоз. Градообразующее предприятие возвело в посёлке объекты социальной инфраструктуры. Имелись школа, детский сад, клуб, фельдшерско-акушерский пункт

## Транспорт
Транспортная связь с районным центром осуществлялась по 150-километровому зимнику, в летнее время регулярно осуществлялись авиарейсы Ан-2.